# فهدة بنت فهد بن خالد آل سعود
فهدة بنت فهد بن خالد بن ناصر بن عبد العزيز آل سعود، (مواليد 15 يناير 1991م) 15/01/1991، عضو مجلس إدارة جمعية الأطفال ذوي الإعاقة، رئيسة مؤسسة الفهدة الإنسانية، ورئيسة أكاديمية الرياض الرياضية. شاركت في دورة الألعاب العالمية للأولمبياد الخاص لاصحاب الهمم في مارس 2019 في أبوظبي، وهي أول مشاركة لوفد نسائي من أصحاب الهمم في السعودية في منافسة خارجية. نجحت فهدة في قيادة منتخب فتيات السعودية لكرة السلة للميدالية الذهبية والفوز بالمركز الأول عقب التغلب في المباراة النهائية على منتخب ساحل العاج بنتيجة 16-11، وشاركت فيها كلاعب شريك. رفضت الكشف عن شخصيتها خلال البطولة، وقالت: لم يتم الكشف عن شخصيتي للتركيز على أصحاب الهمم، وسبب وجودي هو إيصال رسالة لكل المتابعين بضرورة الاندماج مع هذه الفئة، فقد حضرت إلى الإمارات لتمثيل المنتخب السعودي كلاعبة وليس أميرة، وتفهّم المواطنون موقفي، واحترموا رغبتي في عدم الكشف عن شخصيتي، والحمد لله تحقق ما نريد من أول مشاركة.

## مسيرتها
تخرجت فهدة بدرجة بكالوريوس ترجمة، وأكملت دراستها بجامعة مدلسكس بلندن، وحصلت على ماجستير علاقات دولية عنوان رسالتها (حقوق الأطفال في المخيمات السورية)، ولتميز بحثها تم نشره في مجلة القانون والعلوم السياسية لمركز العلوم والبحوث الكندي بكندا، وكانت نقطة التحول بالنسبة لها لخدمة الأطفال من ذوي الهمم ومحاربة السرطان في السعودية. أُنشئت مبادرة الفهدة الإنسانية سنة 2016 للاهتمام بالأطفال من أصحاب الهمم، وذلك بتقديم البرامج الداعمة لهم، واحتوائهم نفسياً، وتطوير مهاراتهم من خلال مبادرات متنوعة، التي تمثل شباب وشابات الوطن المتطوعين بكل مناطق المملكة لخدمة هؤلاء الأطفال.
مارست الاميرة فهدة لعبة كرة السلة منذ أن كانت في الخامسة من العمر، واستطاعت عبر مسيرتها الرياضية أن تحصد أكثر من 35 ميدالية في عدد من البطولات التي شاركت بها داخليا وخارجيا، وكان من شأن تعلقها بالرياضة أن أسبغت عليها باقي اهتماماتها؛ إذ حرصت على دعم وتشجيع ذوي الهمم في المجالات الرياضية بدعم من مؤسستها «الفهدة» للعمل الإنساني التي تهدف إلى تمكين ذوي الاحتياجات الخاصة في مختلف المجالات.